# Trohnobneži
Trohnobneži (znanstveno ime Heterobasidion) so rod gliv iz družine bondarčark (Bondarzewiaceae).

## Značilnosti
Trohnobneži so lesne glive, ki najprej parazitirajo živo drevo, ko gostitelj odmre pa nadaljujejo z njegovo razgradnjo kot gniloživke. Po navadi rastejo na koreninah, štorih in deblih iglavcev, na katerih povzročajo lesno gnilobo in veljajo za nevarne gozdne škodljivce. Gobe so običajno nepravilno poličaste oblike ali pa na podlagi tvorijo skorjo. Površina je sprva nežno prekrita s svetlo rjavimi dlakami, ki kmalu postanejo temnejša in gladka z izrazito tanko črno skorjo. Meso je olesenelo in trdo. Trosovnica je sestavljena iz cevk. Starejše gobe, ki rastejo čez več let, imajo cevke, naložene v več plasteh. Pore, skozi katere se izločajo trosi, so drobne in okrogle ali rahlo oglate.
Povzročajo rdečo trohnobo iglavcev, tako, da napadjo les v ranjenih koreninah in deblih dreves in s tem sprožijo njegovo propadanje. Les se najprej obarva rdeče, nato postane spužvast in na koncu porumeni in postane vlaknast. Zaradi okužbe drevo izgubi trdnost in je tako oslabelo bolj izpostavljeno vetrolomom in snegolomom.
Trosni prah je bel. Trosi so široko elipsoidni ali sferični, prosojni s tankimi stenami in neamiloidni.
Študije parjenja v poznem dvajsetem stoletju in genetske študije v zgodnjem enaindvajsetem stoletju so pripeljale do opisa več novih vrst in zamenjave nekaterih prvotnih imen. Izkazalo se je, da so vrste specializirane za točno določeno vrsto gostitelja, čeprav jih je po zunanjih značilnostih težko razločevati.

## Seznam trohnobnežev Slovenije[9]
- jelov trohnobnež (Heterobasidion abietinum)
- borov trohnobnež (Heterobasidion annosum)
- smrekov trohnobnež (Heterobasidion parviporum)